# Carlo Cesare Malvasia
Carlo Cesare Malvasia (Bolonia, 1616 - Bolonia, 1693) fue un erudito e historiador boloñés, conocido sobre todo por sus biografías de pintores del Barroco, compendiadas en un libro, Felsina pittrice, vite de' pittori bolognesi, publicado en 1678.

## Biografía
Malvasia sería una especie de equivalente boloñés del más conocido Giorgio Vasari. Tuvo la fortuna de ver como su ciudad natal superaba a Florencia como gran metrópoli de las artes de su tiempo.
Nacido de aristocrática familia, es conocido como el Conde Malvasia. Recibió educación pictórica de maestros como Giacinto Campana y Giacomo Cavedone. También fue poeta aficionado y participó en el ambiente literario local. Viajó a Roma en 1639, donde conoció al cardenal Bernardino Spada y al gran escultor barroco Alessandro Algardi. Se graduó como jurista, e impartió clase sobre tal materia en la Universidad de Bolonia. Obtuvo el doctorado en teología en 1653 y obtuvo una canonjía en la Catedral de Bolonia (1662).
Su Felsina pittrice es una de las principales fuentes de información sobre la generación de pintores emilianos y boloñeses que ostentaron la preeminencia en la Italia del Barroco. Aunque de incalculable valor historiográfico, ha sido criticado por sus inexactitudes y su poca profundidad.
Malvasia también publicó una guía de las antigüedades boloñesas, llamada Marmora Felsinea (1690). Fue un coleccionista afamado y el agente en materia de arte de Luis XIV de Francia en Bolonia.

## Lista de pintores biografiados por Malvasia
- Francesco Francia
- Ludovico Carracci
- Annibale Carracci
- Guido Reni
- Domenichino
- Bartolomeo Schedoni
- Elisabetta Sirani
- Francesco Albani
- Guercino